# Honey Don't!
Honey Don't! är en amerikansk komedi-  och kriminalfilm som hade premiär på Cannes filmfestival den 24 maj 2025. Den är regisserad av Ethan Coen som även skrivit filmen manus tillsammans med Tricia Cooke.

## Handling
Filmen följer en en privatdetektiv som undersöker en sekt i Kalifornien som leds av en karismatisk grundare.

## Rollista (i urval)
- Margaret Qualley - Honey O'Donahue
- Aubrey Plaza - MG
- Chris Evans -  Drew
- Charlie Day
- Billy Eichner
- Gabby Beans
- Talia Ryder
- Lera Abova
- Kristen Connolly
- Lena Hall
- Don Swayze - Gary
- Kale Browne
- Christian Antidormi
- Kinna McInroe